# Eden (Wyoming)
Eden is een plaats (census-designated place) in de Amerikaanse staat Wyoming, en valt bestuurlijk gezien onder Sweetwater County.

## Demografie
Bij de volkstelling in 2000 werd het aantal inwoners vastgesteld op 388.

## Geografie
Volgens het United States Census Bureau beslaat de plaats een oppervlakte van 173,7 km², waarvan 173,6 km² land en 0,1 km² water.

## Plaatsen in de nabije omgeving
De onderstaande figuur toont nabijgelegen plaatsen in een straal van 76 km rond Eden.